# Каменец-Подольский уезд
Ка́менец-Подо́льский уе́зд — административная единица в составе Подольской губернии, существовавшая c 1795 года по 1923 года. Центр — город Каменец-Подольский.

## История
Уезд образован в 1795 году в составе Подольского наместничества. В 1797 году уезд вошёл в состав Подольской губернии. В 1923 году уезд был расформирован, на его территории образован Каменец-Подольский округ.

## Население
По переписи 1897 года население уезда составляло 266 350 человек, в том числе в городе Каменец-Подольский — 35 934 жит.

### Национальный состав
Национальный состав по переписи 1897 года:
- украинцы (малороссы) — 210 264 чел. (78,9 %),
- евреи — 37 114 чел. (13,9 %),
- русские — 10 922 чел. (4,1 %),
- поляки — 7275 чел. (2,7 %),

## Административное деление
В 1913 году в состав уезда входило 15 волостей: 
| - Баговицкая — с. Баговица, - Балинская — с. Балин, - Бережинская — с. Бережанка, - Гавриловецкая — с. Гавриловце, - Городокская — м. Городок, - Должецкая — с. Должок, - Купинская — м. Купин, - Куявская — с. Куявы, | - Лянцкорунская — м. Лянцкорунь, - Маковская — м. Маков, - Ольховецкая — с. Ольховец, - Орынинская — м. Орынин, - Рыхтецкая — с. Рыхта, - Смотричская — м. Смотрич, - Цыковская — с. Цыкова |